# Omer Corteyn
Omer Corteyn, född 10 oktober 1896, död 16 december 1979, var en friidrottare från Belgien. Han deltog vid olympiska sommarspelen 1920.